# Vino frizzante
Il vino frizzante è un vino effervescente che presenta una moderata effervescenza carbonica.

## Generalità
Il vino frizzante appartiene alla categoria del vino effervescente che comprende anche il vino spumante che però non va confuso con il frizzante e viceversa.
In termini non rigorosamente tecnici si può affermare che un vino frizzante si colloca, per quanto riguarda la sovrappressione dovuta al tenore di anidride carbonica, a metà strada tra un vino tranquillo (detto anche fermo) e un vino spumante. Occorre però fare attenzione a non considerare il vino frizzante una specie dello spumante, in quanto le due tipologie sono nettamente diverse per legge, per procedimento realizzativo oltre che per caratteristiche organolettiche.
Infatti, le direttive europee (quindi recepite nella legislazione nazionale, tra cui quella italiana) definiscono il vino frizzante (naturale) come "il prodotto che, conservato alla temperatura di 20 °C in recipienti chiusi, presenta una sovrappressione, dovuta all'anidride carbonica proveniente esclusivamente dalla fermentazione in soluzione, non inferiore a 1,0 bar e non superiore a 2,5 bar". Da questo deriva il minor sviluppo di spuma e di effervescenza dei frizzanti rispetto agli spumanti.
Come per gli spumanti, esistono anche i vini frizzanti non naturali ovvero quelli gassificati (detti anche artificiali) ovvero quelli che presentano "una sovrappressione dovuta all'anidride carbonica in soluzione, totalmente o parzialmente aggiunta". In pratica, sono ottenuti insufflando la CO2 nel vino fermo. Sono di qualità mediocre rispetto a quelli naturali, ma assai meno costosi.
A seconda del livello di anidride carbonica, il vino frizzante può passare dall'essere appena mosso (circa 1,3 bar) a "quasi spumante" (pari al livello massimo ammesso ovvero 2,5 bar; il livello minimo per lo spumante è invece 3,0 bar).
L'Italia (a differenza delle altre nazioni europee, affermate per la produzione del vino, che producono quasi esclusivamente o vino fermo o spumante) ha una lunghissima storia, grande produzione e conoscenze tecniche/tecnologiche nella realizzazione del frizzante.
Molte denominazioni di origine protette o indicazioni geografiche protette italiane prevedono la tipologia frizzante (a volte indicata anche come "vivace"). Alcune di esse includono sia la tipologia frizzante che spumante. La barbera è un vitigno che si presta bene per produrre vino frizzante, come pure la malvasia. Le denominazioni italiane più famose e con maggior consumo di tipologia frizzante sono senz'altro il prosecco e quelle a base lambrusco; a seguire la Bonarda dell'Oltrepò Pavese e il Gutturnio, senza dimenticare il celebre Moscato d'Asti. Come per qualsiasi altra tipologia, tantissimo frizzante è generico (cioè non DOP/IGP), ottenuto usando qualsiasi vitigno, e venduto anche sfuso.
A parte casi rari (e assai pregiati), per i quali il disciplinare (o per scelta del produttore) prevede una fermentazione in bottiglia (metodo ancestrale), il vino frizzante è ottenuto mediante elaborazione di tipo Martinotti-Charmat cioè in autoclave, tipicamente più breve di quella per produrre spumante (che, a differenza del frizzante, dal punto di vista tecnologico, è un vino speciale) e con un procedimento specifico per ottenere la presa di spuma (adattato quando si produce frizzante amabile o frizzante dolce). Le modalità operative di ottenimento del vino frizzante mediante autoclave sono varie, tutte nel rispetto della normazione UE.